# 恋愛0キロメートル
『恋愛0キロメートル』（れんあいぜろキロメートル）は2011年10月28日にASa Projectから発売されたアダルトゲーム。
2013年1月31日にはアルケミストからPlayStation Portableへの移植版『恋愛0キロメートル Portable』が発売された。こちらは18禁描写が無い代わりに、オリジナルのヒロイン５人に加え、新規ヒロインを2人追加。更にサブキャラであった矢崎夕空と氷室屋灰がヒロインに昇格し、攻略が可能となった。
2014年8月28日には加賀クリエイト→テイジイエル企画→エンターグラムからPlayStation Vitaへの移植版である『恋愛0キロメートルV』が発売された。

## あらすじ
主人公・矢崎京一の家族は母親のいない4兄弟の家族、対して隣に住む木ノ本家の家族は父親のいない5姉妹の家族である。矢崎家は女の子を、そして木ノ本家は男の子が欲しく、両家の親はそれぞれ一人を3か月間だけ隣の家の子と交換するという無鉄砲な案を出し、矢崎家は京一を、木之本家は次女・咲耶を交換することとなった。かくして木ノ本家へ来た京一は、それぞれクセの強い木ノ本家の女性達に振り回されることとなる。

## 登場人物
※声はPC版 / PS Vita版・PSP版の順。

### 矢崎家
矢崎 京一（やざき きょういち）
物語の主人公。矢崎家次男で、野川宮学園3年生。A組在籍。それまで隣の木ノ本家の娘たちに振り回される日常を送っていたが、自身の何気ない発言もあったため今回の家族交換が決まってしまい、希桜の推薦で矢崎家代表として木之元家へ行くこととなった。それまで男だらけの生活をしていたため女だらけの生活に慣れておらず、クセの強い木ノ本家住人に翻弄されることとなる。
幼い頃は子供である事を差し引いても極めて身勝手な暴君ぶりを発揮し、咲耶と美咲の立場逆転、華の性格形成など木ノ本家の娘たちに相当な影響を与えた。だが、当の本人は全く自覚なし。
矢崎 雅人（やざき まさと）
声 - 永倉仁八 / 深津智義
矢崎家家長で京一たちの父親。職業は土木業。妻を交通事故で亡くしており、男手ひとつで京一たちを育て上げた。仕事が忙しいのと、家事が苦手なのもあり、掃除や洗濯は息子達が変わりにやっているが、晩ご飯は帰りに弁当屋かコンビニで弁当を買ってくるか、たまに大雑把な料理を作る程度。昔から娘が欲しく、希桜とは学生時代からの先輩後輩の仲でもあり、彼女が提案した家族交換をあっさりと快諾した。野川宮学園OBで、当時は札付きの不良でもあり、その素行と腕っ節は夕空へと受け継がれた。お調子者かつ大変大雑把でスケベな性格の一方で、何も考えてないようで実は家族の為に色々と考えており、父親らしいことはきちんとしている。
矢崎 神（やざき しん）
声 - 島田友樹
矢崎家長男で野川宮学園4年生にして生徒会副会長。成績優秀で生真面目な性格の持ち主で、生徒会の仕事は律儀にこなすほか、たとえ買い物で余計にお釣りをもらってもきちんと返すほどの几帳面な男だが、実は重度の熟女好きで、理想のタイプも熟女。ルックスも良いことから女生徒達の憧れの的で、度々女生徒から告白を受けているが「生徒は学業が本分」なのと、年上（熟女）にしか興味がないと断っている。それが逆に「硬派な先輩」と人気を上げているが、実態は喧嘩がてんで弱いヘタレ男。京一・本田の相談にも乗り、時には父・雅人を諭すなど良き兄貴だが、喧嘩も弱く、元々体力があまりないせいもあり、喧嘩の強い夕空は苦手。が、夕空が女の子っぽくすると逆に「お兄ちゃんと呼んでもいいんだぞ」などとせまる。矢崎家の家族の中で唯一、メガネを着用している。
矢崎 夕空（やざき ゆら）
声 - 桐谷華 / 種﨑敦美
矢崎家三男で野川宮学園2年生。いわゆる「反抗期」で、私生活ではほとんど家には居らず、街に出ては喧嘩に明け暮れており、街中での不良たちの間でも喧嘩が強いことで有名。咲耶とは小さい頃から一緒につるんでいて、彼女と一緒に柔道・空手を習っていたこともあった。が、咲耶には敵わない事を悟って挫折し、わずか2週間で空手を辞めた。
実は女性（つまり矢崎家の「長女」で京一にとっては「妹」）なのだが、ある日唐突に「男になる」と男装しはじめた。この事実を知っているのは矢崎家一同と咲耶だけで、皆も彼女の意思を尊重し「男」として接している。小さいころにガキ大将であった咲耶から京一を護るため、より強くあろうとしたのが男装をしはじめた真相である。しかし、今となっても咲耶には敵わず、彼女には未だ頭が上がらない状態だが、家族交換をきっかけに丸くなっていく。
PS Vita/PSP版でヒロインに昇格した。
矢崎 本田（やざき ほんだ）
声 - 榊原ゆい
矢崎家四男で野川宮学園1年生。「変態」と一言でまとめられるほどのスケベな性格の持ち主で、木ノ本姉妹をはじめとする面識のある女性にセクハラまがいなことを平気で実行するほど。家族交換の際に木ノ本家で好き勝手するという企みを秘めて自ら志願したが、希桜が京一を推薦したため、企みは水泡に帰した。時々乃来亜とつるむことがあり、そのタガの外れた言動と息の合ったコンビネーションから「最凶コンビ」と呼ばれている。映画研究部に所属しており、部長の今日子に片思いしている。乃来亜ルートでは今日子が策略を計った事にショックを受けるが、逆にその件で今日子へ告白に踏み切る。その場は振られてしまうが、乃来亜の作ったビデオで再度告白する。が、最後に盗撮シーンが入っていた事で結局うやむやに終わってしまうが、今日子を映画研究部に戻す事には成功した。その後、「一生かけて償う」と頼み込んだ結果、ついに付き合う事になった。

### 木ノ本家
木ノ本 希桜（きのもと きさ）
声 - 向日葵 / 高梁碧
木ノ本家の家長で、今回の家族交換の提案者である。「黒ずんだ珠子」という筆名で女性向けBL漫画家をしており、矢崎家を勝手にモデルにした「ヤーザキ肉体愛家族」を連載している。常に締め切りに追われているため家事は実咲に任せている。夫を病気で失い、女手ひとつで5姉妹を育てた。大変お茶目な性格をしており、頭が悪い。唐突に無茶な話を平気でする上に困った事があればすぐに泣き、酒が大好きなど厄介な面を多々持っている。「漫画家モード」に入ると軍人口調になる。昔から息子を欲しがっており、雅人とは学生時代の先輩後輩の仲である。実は貧乳。野川宮学園OBでもあり、当時は今では想像もできないほどの内気な性格で、学園トップの優等生だった。
木ノ本 マヨ（きのもと まよ）
声 - 鈴谷まや / 同左
木ノ本家長女。野川宮学園4年生にして生徒会会長。学園では成績優秀・容姿端麗で知られる憧れの的だが、その実態は家事の類が一切できない上に自堕落な生活を送るダメ人間。その代わりとして人心掌握術に長け、子供のころはガキ大将だった咲耶を影で操る「影大将」であり、生徒会でも委員たちを手足の如く使い、生徒会室での家電の設備を許可させたり、それまで禁止とされているバイトをできるように運動を興して学園に許可させるなど、「学園の影の支配者」となっている。なお、本来裏方に徹するタイプのマヨが生徒会長になってまでアルバイトを認めさせたのは、自分達の家計が苦しいことに由来する。
家族交換もただ一人断固反対していたが、結局、母のごり押しで計画を押し通されたため、渋々了承。ところがいざ始まると逆に積極的になり、姉として京一にいい所を見せようと躍起になる。
木ノ本 咲耶（きのもと さくや）
声 - 遠野そよぎ / 岡嶋妙
木ノ本家次女で、実咲の双子の姉。野川宮学園3年生。A組在籍で京一とはクラスメイト。京一とは木ノ本家の中で一番付き合いが長く、部屋も窓を挟んでの隣同士。活発かつ勝気な性格の持ち主で、柔道・空手を6年間やっていたため喧嘩が強い。特に空手は夕空を上回る腕前であり、小さいころはガキ大将をしていた。5歳のころから京一に恋心を抱いているが、なかなか表に出せず、つい突っかかってしまう。
家族交換の際には雅人の推薦で矢崎家に行くことになり落胆の色を隠せないでいるが、京一の部屋で住むことになり幸せを感じる一方、他の姉妹に京一が取られないかを気にしている。家事は一応できるが、料理だけはチャーハンしか作れない。
実は子供の頃はむしろ実咲の影に隠れてるような性格で、柔道・空手を始めたのも京一や実咲に付いて行きたいが為のことだった。実咲の入院で落ち込む京一と実咲の代わりに遊ぶようになり、現在のような性格と地位になっている。
木ノ本 実咲（きのもと みさき）
声 - 五行なずな / 小野涼子
木ノ本家三女で、咲耶の双子の妹。野川宮学園3年生。A組在籍で京一とはクラスメイト。咲耶とは対称的に内気で家庭的な性格の持ち主。木ノ本家の家事全般を受け持ち、彼女がいないと木ノ本家は色々と荒れ果てるほど。また、怒ると怖い。京一のことは咲耶と同等なくらい恋心を抱いており、それまでは咲耶の気持ちを汲んで一歩引いた形でいた。だが、家族交換の際に咲耶が気持ちをはっきりさせなかった事に落胆と憤慨を覚え、それならばと今まで抑えていた気持ちを表に出し、京一へのアプローチを決意する。
実はガキ大将であったのは実咲の方であり、むしろ咲耶より運動神経が良かった。ある理由で入院した事が原因となり、現在では激しい運動を禁じられている。退院後、自分の代わりに仲が良くなった咲耶を見て、京一への想いを封じた上で現在のような性格を演じている内に、半ばそれが素になっている。時折出る強気な性格はこの頃の名残である。
木ノ本 乃来亜（きのもと のきあ）
声 - 五十鈴みゆう / 清水愛
木ノ本家四女。野川宮学園2年生。木ノ本家一番の問題児でトラブルメーカー。明るい性格で周囲を笑わせる才に長けているが、同時に姉妹に悪戯するのも好きで、下ネタを連発し姉妹を恥ずかしがらせることに情熱を注ぐ。巨乳の多い姉妹の中で唯一、希桜と同じ貧乳。希桜の良き理解者でもあるが、希桜の描くBL漫画だけを苦手とする。家族交換の際、自ら矢崎家に行くと立候補したが、希桜が京一を擁立したため却下された。キャラクターの中で一番表情が多く、作中でも多種多様な顔芸をする。
このような性格になったのは父親が病死して落ち込む家族を笑わせたい為である。
木ノ本 華（きのもと はな）
声 - 森谷実園 / 吉田真弓
木ノ本家五女。野川宮学園1年生。成績優秀だが元々体力はなく、背は低いが同年代の平均を超えた胸をしており、いわゆるロリ巨乳。天邪鬼な性格の持ち主で、いつもはキツい言動をしているが根は良い子。大抵は乃来亜とつるんでおり、乃来亜のボケに対して突っ込みの役目をしている。基本的に姉たちを尊敬しており、乃来亜に対しては一見冷たい態度をとっているが、いざという時に姉らしい態度を取ることもあって最低限の敬意は払っている。学園では、学年で成績トップの優等生で、クラスメイトたちからも頼られている。子供の面倒を見るのが好きで、ボランティアで近所の幼稚園で子供たちの面倒を見ることがあり、「華センセー」と慕われている。
京一には特にキツイ態度を取っているが、これは子供の頃に京一たちと遊んだ際に京一たちに付いて行けず、足を引っ張られた事に怒った京一からそっけない態度で爪弾きにされた経験によるもの。現在の性格はこの時の事が影響しており、その仕打ちに深い恨みも持っているため、京一に対する認識は敵でしかない。ボランティアをしているのは優秀な姉達へのコンプレックスの為。マヨルートでは姉達の後押しもあり、生徒会長に就任するまでに成長する。

### 小沢家
小沢 芽瑠（おざわ める）
声 - 田村ゆかり
PS Vita/PSP版追加ヒロイン。野川宮学園2年生。駆け出しの声優であり、声優活動のために上京してきた。家族に兄がいないため、今度演じることになった妹キャラクターの役作りに悩んでいたところ、たまたま通りかかった京一に頼んで「お兄ちゃん」となってもらい、兄妹ごっこを通じて役作りに励んでいく。仕事とプライベートのオンオフがきっちり出来るほどのしっかり者。アパートで姉の萌と二人暮らしだが、実際は姉が「芽瑠の事が心配だから」という口実でついてきただけである。
小沢 萌（おざわ もえ）
声 - 阿澄佳奈
PS Vita/PSP版追加ヒロイン。野川宮学園4年生。芽瑠の姉だが、彼女のほうが妹にしか見えないほど小柄で、姉妹逆に見られて過ごしたきた経験から子供扱いされるのが大嫌い。芽瑠のことが心配だからという口実を付けて一緒に実家を出てきたが、マヨと同じぐらい自堕落な人物であり、芽瑠に世話になっているのが現状である。

### その他
氷室屋 灰（ひむろや はい）
声 - あかつきかなた / 桃井はるこ
野川宮学園3年生。A組在籍で京一とはクラスメイト。京一とは1年の頃から同じクラスメイトで悪友の仲。生まれつきの金髪。ダラけた性格で面倒臭いと思った事全てが嫌い。大食で、常にお腹を空かせており、何かを頬張っている。家は神社で、金髪の巫女服姿は近所でも有名。情報通で、学園の些細な噂話からとんでもない話まで嗅ぎつけては京一に教えたりしている。実咲とは幼稚園のころからの親友で、前々から京一のことは聞いており、1年の時にはじめて出会ったころから好意を寄せている。咲耶と実咲の立場逆転の経緯も知っており、そのこともあって咲耶の事をフルネームで呼んで煙たがっている。
PS Vita/PSP版でヒロインに昇格した。
鬼瓦 今日子（おにがわら きょうこ）
声 - 春河あかり
野川宮学園3年生。映画研究部部長。父子家庭で元々は別の所から引越ししてきており、引っ込み思案な性格もあって孤立しがちである。映研部に入部したが、先輩たちが卒業し一人になって途方にくれていたのを本田が入部してくれたので、現在は事務的な活動をしている。本田は彼女に片想いしており、これを気にお付き合いしようと頑張っている模様。
乃来亜ルートではある一件から乃来亜が積極的に友達になろうとするが、逆に仲の良い木ノ本家にコンプレックスを感じて乃来亜に罠を仕掛ける。
子猫
作中、華が河原で拾ってきた子猫。名前は付けられておらず、木ノ本家一同から「猫」と呼ばれている。

## 用語
野川宮学園
矢崎家4兄弟と木ノ本家5姉妹が通う四年制度の高等学校。元々はアルバイトは校則で禁止していたが、マヨの運動で現在は許可がおりている。
ラスパラ
学園の近所にある喫茶店で、お手軽な価格と季節限定メニューが豊富なことから下校時に立ち寄る生徒が多く、京一達も時々立ち寄る。実咲がバイトをしている。

## 主題歌
オープニングテーマ「恋愛0キロメートル」
歌 - 榊原ゆい / 作詞 - rian / 作曲 - rian・山下航生 (doubleeleven) / 編曲 - 山下航生
PS Vita/PSP版オープニングテーマ「Lovely days」
歌 - 木ノ本マヨ（鈴谷まや）・木ノ本咲耶（岡嶋妙）・木ノ本実咲（小野涼子）・木ノ本乃来亜（清水愛）・木ノ本華（吉田真弓）
作詞・作曲 - rian / 編曲 - 山下航生
挿入歌「Girl's song」
歌 - 茶太 / 作詞・作曲 - rian / 編曲 - 山下航生
挿入歌「君と僕」
歌 - 花たん / 作詞・作曲 - rian / 編曲 - 山下航生
PS Vita/PSP版挿入歌「High! High! High! 〜氷室屋ロック〜」
歌 - 氷室屋灰（桃井はるこ） / 作詞・作曲 - 桃井はるこ / 編曲 - 古川竜也
エンディングテーマ「Re-start!!」
歌 - anporin / 作詞・作曲 - rian / 編曲 - 山下航生

## 開発

### PSPへの移植
本作のPlayStation Portableへの移植はアルケミストが担当しており、本作がASa Projectにとって初めてのコンシューマ移植となる。
アルケミスト側のプロデューサーである谷は、Gamerのやまぐとのインタビューの中で、オリジナル版が作品として面白く、埋もれさせたくないという思いから、同社からASa Projectに移植を打診したと話している。
また、ASa Project側のプロデューサーである天都も「PCユーザーとは年齢層が違うユーザーさんにアピールできるということもあり、以前からコンシューマ移植には興味がありました。」と前述のインタビューの中で話しており、「それに加え、うちのスタッフはコンシューマに移植されたギャルゲーをプレイしてPCゲームにハマっていった人がほとんどなんです。[中略]自分たちと同じような流れになってくれたらいいなという想いがありましたので、嬉しい気持ちで始めさせていただきました。」と、引き受けた理由について語っている。
追加キャラクターや攻略対象化の案は、アルケミストが提案し、それをASa Projectが検討・アドバイスする形で採用されていった。
本作は「家族」を主題としていたことから、新キャラクターの追加にあたり、谷は原作ユーザと新規ユーザの双方が違和感を持たないようにするために注意を払ったと述べている。
天都は、木ノ本家の5人が濃厚な個性を有していたことから、追加キャラクターは純粋にギャルゲーのヒロインとしてのかわいらしさを押し出したいと考えていた。また、オリジナル版の時点から複数のキャラクター同士の絡みが評価されていたことから、ストーリーが破綻しないようにするため、追加キャラクターと主人公の交流を見て木ノ本家が嫉妬するという構成が取られた。

## 反響

### 販売本数
『恋愛0キロメートル Portable』は、発売日である2013年1月31日から2013年2月28日までの間に11,258本販売され、発売日から2013年12月29日の間では12,553本販売された。2013年2月期の販売ランキングでは30位に位置し、2013年期の販売ランキングでは444位であった。美少女ゲームの年間販売ランキングでは19位であった。
『恋愛0キロメートル V』は発売日である2014年8月28日から2014年12月28日までの間に3,882本販売され、2014年期の販売ランキングでは709位であった。

### 批評
『ファミ通』2013年2月7日号にて『恋愛0キロメートル Portable』のレビューが掲載された。4人のレビュアーがそれぞれ8, 7, 7, 6点をつけ、40点満点中28点を得た。家族を交換するというストーリーに対しては非現実的で突拍子もないと指摘された。テキストに関しては「徹底してギャグを挿入してくる軽快なテキストが秀逸」「ギャグのセンスが秀逸（中略）、テンポがよく、笑いどころも満載」「ポップでコミカルなノリが楽しく、まるでコントを見ているかのよう」などの意見が寄せられた。キャラクターに関しては「全員インパクトがあって個性的」と評され、特に登場人物の木ノ本 乃来亜が行う変顔に対して絶品との意見も寄せられた。

## 関連書籍
- 恋愛0キロメートル 〜もしものおはなし〜（天草白著、桜ノ杜ぶんこ（一二三書房）発行、2013年1月5日発売）
- 恋愛0キロメートルPortable 公式アートブック（一二三書房発行、2013年9月20日発売）